# Lee Jae-jin
Lee Jae-jin, kor. 이재진 (ur. 26 stycznia 1983 w Miryang) – południowokoreański badmintonista.
Zawodnik, grając w parze z Hwang Ji-man, zdobył brązowy medal w grze podwójnej mężczyzn na Igrzyskach w Pekinie.